# Кинесика
Кинесика (др.-греч. κίνησις — движение) — совокупность телодвижений (жестов, мимики), применяемых в процессе человеческого взаимодействия (за исключением движений речевого аппарата). Важно учитывать, что в разных культурах один и тот же жест может трактоваться по-разному.
Кинесика изучает отражение поведения человека в его невербальных проявлениях, к которым относятся мимика (движение мышц лица), пантомимика (движения всего тела), «вокальная мимика» (интонация, тембр, ритм, вибрато голоса), пространственный рисунок (зона, территория, собственность и перемещения), экспрессия (выразительность, сила проявления чувств, переживаний), которая может быть решающей в интерпретации произносимых высказываний.
Невербальные проявления, как произвольные, так и непроизвольные, первоначально являясь целесообразной реакцией в ситуациях защиты (неприятия, отторжения), нападения (приятия, присвоения), сосредоточения (ожидание, ритуалы и переходные состояния), в довербальный период эволюции человека были самостоятельным средством коммуникации, а в вербальном периоде закрепились в качестве полусознательного выразительного средства, сохранив функции предыдущих этапов. 

## История понятия
Первой работой по теории невербальной коммуникации считается труд Чарлза Дарвина «О выражении эмоций у человека и животных» 1872 года. Дальнейшие попытки научного анализа были предприняты в начале XX века.
Понятие «кинесика» было впервые использовано в 1952 году Рэем Бердвистелом, антропологом, который специализировался на невербальной коммуникации, в его труде «Введение в кинесику». Его целью было изучить, как люди общаются с помощью поз, жестов, положений и движений. Его идеи за несколько десятилетий были синтезированы, и была издана книга «Кинесика и контекст» (Kinesics and Context). Интерес к кинесике в частности и невербальному поведению в целом возрос в конце 1960-х и начале 1970-х годов благодаря таким популярным массовым (неакадемическим) публикациям, как «Как читать человека, как книгу» П. Тайгера. Часть работы Бердвистела включала съемку людей в различных ситуациях и анализ их поведения с тем, чтобы показать элементы общения, которые не были ясно видны без нее. Один из его наиболее важных проектов - «Естественная история интервью» (The Natural History of Interview), долгосрочное междисциплинарное сотрудничество, в том числе с Грегори Бейтсоном, Фридой Фромм-Райхман, Норманом А. Маккуоуном, Генри У. Бросином и другими.
Опираясь на описательную лингвистику, Бердвистел утверждал, что все движения тела имеют смысл и что невербальное поведение имеет грамматику, которая может быть проанализирована в сходных терминах с разговорным языком. Таким образом, «кинема» «похожа на фонему, потому что она состоит из группы движений, которые не идентичны, но которые могут использоваться взаимозаменяемо, не затрагивая социального смысла».
По словам Бердвистела, слова несут не более 30-35% социального смысла беседы или взаимодействия, остальные 65-70% смысла имеют невербальные проявления. Он также пришел к выводу, что в этих кинесических проявлениях не было каких-либо универсалий. Это утверждение подвергалось сомнениям и стало источником научной дискуссии.

## Современные подходы
Подходы зарубежных исследователей со временем менялись. Изучение стало более систематизированным, ориентированным на общественность, поведение внутри группы и интерактивность, а также понимание того, что невербальные сигналы могут иметь несколько целей и значений.  
Современные подходы включают определение жестов, мимики и других элементов невербальной коммуникации как :
- Эмблемы - движения или жесты тела, которые непосредственно переводимы в слово или фразу;
- Иллюстраторы - жесты, сопровождающие или усиливающие вербальные сообщения;
  - Указатели - жесты, акцентирующие или подчеркивающие слова или фразы;
  - Идеографы - жесты, позволяющие отследить причинно-следственную связь сообщения;
  - Движения действия - указывают на реальный объект в пространстве;
  - Кинетографы - изображают движение тела;
  - Пространственные движения - выделяют пространственное соотношение;
  - Пиктограммы - рисуют картинку, относящуюся к объекту реплики;
  - Ритмические движения - настраивают ритм сообщения или ритм события;
- Аффективные движения - показывают эмоции;
- Регуляторы - контроль потока и темпа коммуникации;
- Манипуляторы - высвобождение физического или эмоционального напряжения.

Является одним из подразделов паралингвистики.
Являясь для их исполнителя, например, средством удобства, мнимо целесообразными или делаемыми «просто так», для наблюдателя жесты предстают как символы специфического языка образов. Отсюда пошли такие выражения, как «обмяк», «собрался», «встал, как вкопанный» и др., впоследствии ставшие вербальными командами.
Значение жестов заключается в следующем: они дают дополнительную к вербальной информацию:
1. психическое состояние партнёра;
2. его отношение к участникам контакта и к обсуждаемому вопросу;
3. желания, выражаемые без слов, или же остановленные сознанием (идеомоторика: захотел встать, но только дёрнулся);
4. команды не вошедшие в текст — то, что осталось на уме — рефлекторный багаж расчётов, выраженный в обобщённой символической форме;
5. как правило, жесты выражают отношение не к любой, а к эмоционально значимой информации;
6. обычно сначала появляется жест, а затем формулируется вывод, то есть, можно предсказывать характер вывода.

Причинами появления жестов также могут быть самые разные воздействия:
1. мода, холод, чистота, особенности одежды, помещения, стула и т. д.;
2. партнёр копирует жесты в данный момент присутствующего человека;
3. рефлекторно подключены двигательные реакции из прошлых моделей, даже без связи (якобы) с состоянием, которое жест обозначает;
4. от слов, произнесенных в данный момент или раньше: если в подходящий момент группе людей сказать, например, «Тянет время», то кто-нибудь вытянет ноги или встанет, вытянется.

Но, независимо от причин их появления, жесты всегда — «знак возможного действия».

## Проблема распознания жестов в национальных культурах
При интенсификации международной коммуникации встает вопрос не только необходимости изучения иностранных языков, но и важности анализа жестов в контексте другой культуры. Недостаточное внимание к особенностям восприятия жестов в другой культуре приводит к непониманию в процессе коммуникации, в том числе на переговорах и в PR-кампаниях транснациональных брендов.
Примеры несовпадения понимания жестов в российской культуре и других культурах:
- Открытая поза у женщин в Европе и Америке считается приличной и воспринимается положительно, но в Японии она признается аморальной;
- Улыбка в американской культуре является привычным элементом любой коммуникации, в России люди улыбаются при общении только в случае, если партнер вызывает положительные эмоции;
- Соединенные указательный и большой пальцы в вестернизированных культурах означают «Окей», но, к примеру, во Франции этот жест означает «ноль», а в Бразилии он считается сексуальным оскорблением. Это привело к скандалу, когда президент Р. Никсон выступал с речью в Бразилии и показал этот жест[8];
- Типичный «подзывающий» жест, когда рука поднята на уровень груди, пальцы направлены вверх и совершают покачивающие движения к себе, в арабских странах или Японии может быть истолкован как требование уйти;
- Поднятый вверх большой палец, который в западных культурах является выражением одобрения, в арабских странах считается оскорбительным.

## Отражение в массовой культуре
Кинесика была в значительной степени популяризована благодаря сериалу «Обмани меня» 2009-2011 гг. Харизматичный персонаж Доктора Лайтмана, сыгранный Тимом Ротом, подстегнул интерес к распознаванию признаков лжи в процессе коммуникации с помощью анализа жестов, мимики и других элементов невербальной коммуникации.